# Huillapima
Huillapima je město v provincii Catamarca na severozápadě Argentiny. Je hlavním městem departementu Capayán. Při sčítání lidu v roce 2010 mělo město 2416 obyvatel. Huillapima je vzdáleno přibližně 35 kilometrů od hlavního města provincie Catamarca San Fernando del Valle de Catamarca a 1600 kilometrů od hlavního města země Buenos Aires.